# Anglofón
Anglofón az az ember, akinek anyanyelve az angol, vagy azt a nyelvet valamilyen módon elsajátította. Jelzőként angolul beszélőt jelent, legyen az személy, csoport vagy hely. Szorosan kapcsolódik az „angloszférához”, az országok azon csoportjához, melyek főleg angolul beszélnek.

## Kultúra
Szűkebb értelemben az „anglophone” fogalma meghaladja az egyszerű, „angol nyelvű beszélő” meghatározást. A kifejezés azokra az emberekre vonatkozik, akiknek a kulturális hátterük elsősorban az angol nyelvhez köthető, etnikai vagy földrajzi származástól függetlenül. Az anglofon kultúra az anyaországon kívül a Brit Birodalom hagyatékára is vonatkozik.

## Földrajz

Azok az országok, melyekben a lakosság nagy hányadának angol az anyanyelve kékkel jelöltek. Világoskékkel azok az országok, ahol az angol nyelvet jelentős mértékben használja a lakosság.

A kifejezés azon nemzetekre is vonatkozhat, melyek hivatalos nyelve az angol vagy a legtöbb ember ezt a nyelvet beszéli, úgy mint Ausztrália, Kanada, az Egyesült Királyság és az Amerikai Egyesült Államok. Egységesen ezeket a nemzeteket „angloszférának” is szokták nevezni.

### Kanada
Kanadában, főleg Québec és Új-Brunswick tartományokban, az „anglophone” kifejezést illetve az „anglo” rövidítést széles körben használják az angol nyelvet anyanyelvként használók jelölésére. Az elnevezés szembe helyezkedik a frankofón (akinek a francia az anyanyelve) és az allofon (akinek ezektől különböző anyanyelve van) kifejezésekkel. Ez utóbbit ritkán használják Québec tartományon kívül ebben az értelemben.